# Ola Wikander
Ola Wikander (né le 8 octobre 1981) est un professeur, écrivain, traducteur et théologien suédois.

## Biographie
Il a écrit le livre I döda språks sällskap (2006), qui traite des langues éteintes, des traductions et, entre autres, de l'histoire de la création babylonienne d'Enûma Eliš. En mai 2008 est sorti son premier roman, Poeten och cirkelmakaren, qu'il a écrit avec son père Örjan Wikander.
La revue de Wikander sur l'histoire de la langue proto-indo-européenne, Ett träd med vida grenar (2008) a été bien accueillie par les critiques de Svenska Dagbladet et de Dagens Nyheter.

## Éducation[pasclair]
En juin 2012, Wikander a soutenu son doctorat en théologie sur le thème de l'exégèse de l'Ancien Testament au Centrum för teologi och religionsvetenskap (Centre de théologie et d'études religieuses) à Lund.

## Prix et récompenses
- 2005 - Prix Letterstedtska pour la traduction des mythes et légendes cananéens
- 2006 - Prix August
- 2009 - Prix Zibetsk
- 2010 - Le Prix Clio